# Raft

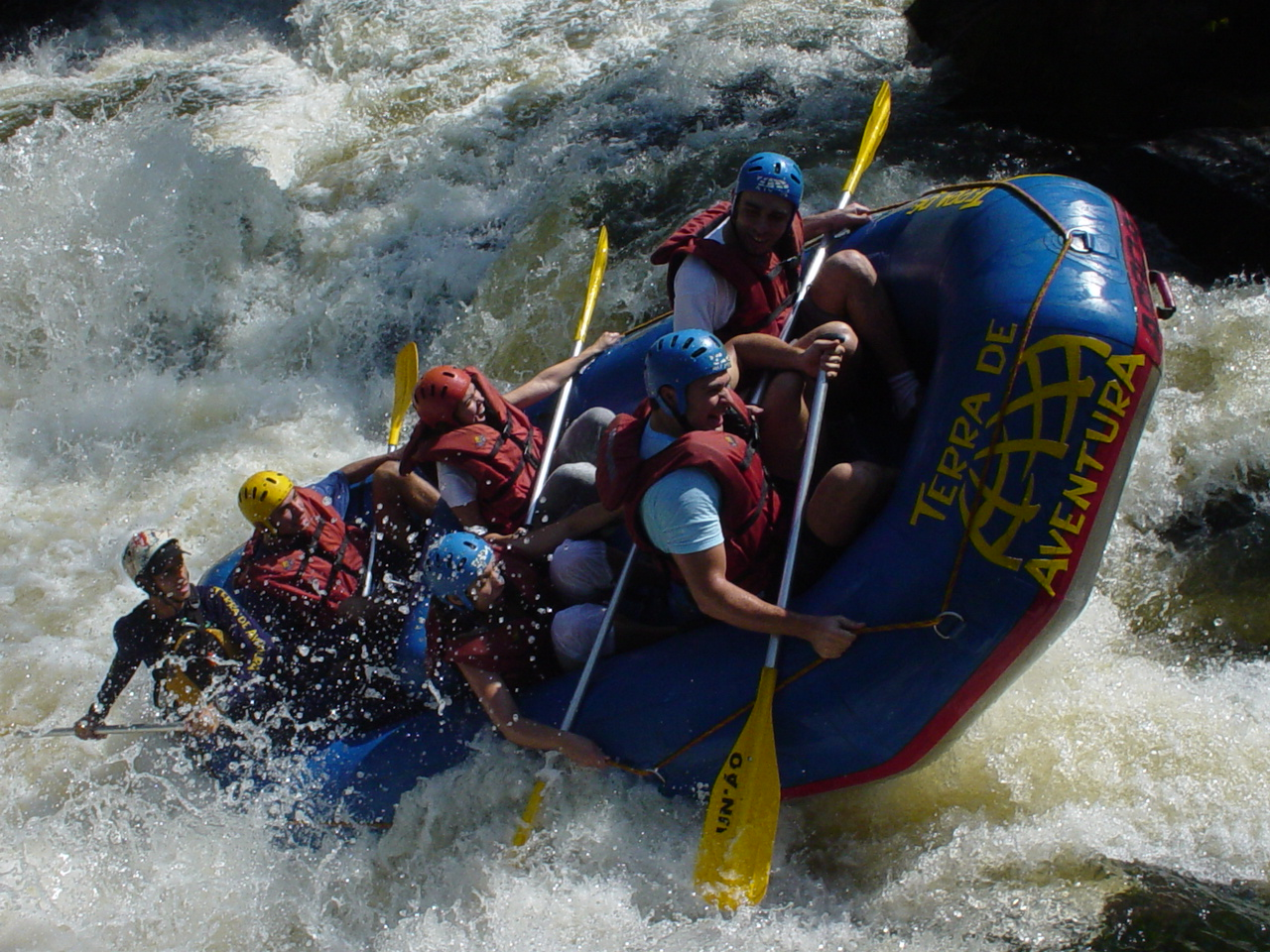
Raft - sjíždění řeky v Brazílii

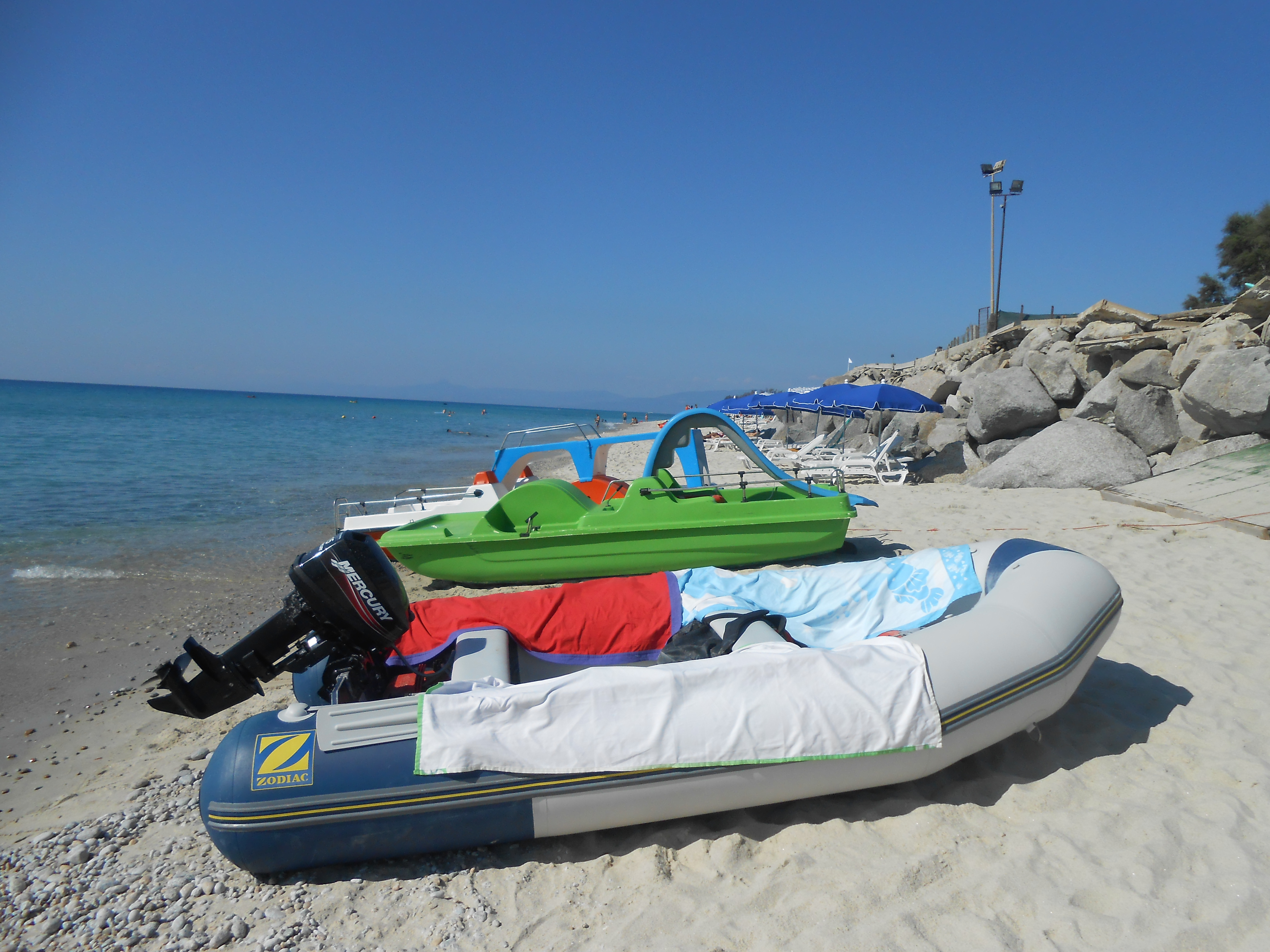
Nafukovací člun v Kalábrii, Itálie

Raft je ploché široké gumové nafukovací plavidlo používané především pro expediční a komerční vodáctví resp. rafting. Obvykle je 4 - 6 místné. Pro pohon se používají pádla. Používá s při sjíždění divokých řek, pro což je předurčeno především pro svoji stabilitu, která je dána příčným profilem lodi. Sportovní odvětví, které se zabývá sjížděním divokých vod na raftu se nazývá rafting, v tomto vodáckém odvětví se běžně pořádají i mistrovství Evropy a světa.
Stabilita raftu je však často přeceňována a zejména začátečníci trpí mylnou představou, že člun je naprosto bezpečný i na divoké vodě vysoké obtížnosti. Právě zde však dochází k těžkým úrazům a utonutím – jednak pro moment překvapení při převrácení a jednak pro nastalou nepřehlednost situace, kdy se ve vodě (obvykle velmi studené) ocitne víc osob najednou.
Je proto nezbytně nutné na těžší vodu vyjíždět buď se školeným průvodcem, nebo alespoň s jedním či dvěma zkušenými vodáky. Začátečníky je vždy třeba před jízdou proškolit jak v ovládání raftu, tak v chování po případném zvrhnutí.